# Anguilla obscura
Anguilla obscura е вид лъчеперка от семейство Anguillidae.

## Разпространение
Видът е разпространен във Вануату, Нова Каледония, Острови Кук, Папуа Нова Гвинея, Самоа, Соломонови острови, Тонга, Фиджи и Френска Полинезия.